# Vantive
The Vantive Corporation (zuvor ProActive Software, Inc.) ist ein ehemaliges US-amerikanisches Softwareunternehmen, welches auf dem Gebiet von Customer-Relationship-Management (CRM) tätig war. Heute gehört Vantive zu Oracle.
Die Firma bot eine Vielfalt von Werkzeugen im CRM-Bereich an und entwickelte Programme für Sales Force Automation (SFA). Der Schwerpunkt lag jedoch im Bereich Customer Self Services (CSS) mit dem Hauptprodukt Vantive Support.
Andere Wettbewerber in diesem Marktsegment waren Siebel Systems (gehört nun ebenfalls zu Oracle), Clarify (erst von Nortel Networks übernommen; jetzt Amdocs) und Baan Front Office Systems (jetzt Infor Global Solutions).

## Geschichte
Gegründet wurde Vantive im Jahr 1990 von Roger Sippl, der auch Informix gegründet hatte, und Steven Goldsworthy. Der Hauptsitz war in Santa Clara, Kalifornien.
Mit Sybase Inc., einem Hersteller von Datenbanken, schloss Vantive am 20. Dezember 1991 eine VAR-Vereinbarung ab, um dessen Software in zukünftige Produkte integrieren zu können. Am 26. März 1992 wurde mit der Oracle Corporation ein vergleichbares Abkommen unterzeichnet.
Im Jahr 1992 investierte die Risikokapitalgesellschaft Opus Capital in das Unternehmen. In der Folgezeit trat Opus Capital als Berater auf und berief im folgenden Jahr John Luongo als neuen CEO. Am 14. August 1995 ging Vantive unter dem Kürzel „VNTV“ an die Technologiebörse NASDAQ.
Bis 1995 hatte Vantive die Spitze auf dem CRM-Markt übernommen, gefolgt von Clarify und Siebel, wurde jedoch zwei Jahre später von der Firma Siebel überholt, die sich mehr im stärker wachsenden Sales-Force-Automation-Markt konzentrierte. Um aufzuholen, engagierte sich Vantive nun im gleichen Segment und vernachlässigte ihr Kerngeschäft Customer Self Services. Trotz Reorganisation des Managements und der Verkaufsabteilung gelang es Vantive jedoch nicht, zu Siebel aufzuschließen. Es folgten die Übernahmen zweier kleiner Unternehmen.
Am 27. August 1997 gab Vantive bekannt, dass die Übernahme der Innovative Computer Concepts Inc. (ICC), eines führenden Herstellers von Kundendienst-Software, beendet sei. Der Kauf wurde über einen Aktientausch abgewickelt, bei dem die Aktionäre von ICC etwa 688.000 Vantive-Aktien für alle ausstehenden Aktien und Optionen erhielten. Das Volumen der Übernahme lag bei ungefähr 21 Millionen US-Dollar.
Eine Vereinbarung zum Erwerb der kalifornischen Wayfarer Communications Inc. wurde am 18. Juni 1998 geschlossen. Die Vereinbarung sah vor, Wayfarer Communications, ein Unternehmen, welches sich auf Webtechnologie spezialisiert hatte, für 11,5 Millionen US-Dollar und 179.000 Aktien zu übernehmen.
Bis 1998 hatte Vantive über 850 Kunden gewonnen und setzte 163 Millionen US-Dollar um. Ende des Jahres kam Thomas L. Thomas, zuvor CIO bei 3Com, und übernahm die Führung der Firma bis Anfang 2000. Ein paar Monate zuvor, am 11. Oktober 1999, hatte die Firma PeopleSoft bekannt gegeben, Vantive kaufen zu wollen, was dann auch realisiert wurde. Die Transaktion hatte einen Marktwert von 433 Millionen US-Dollar.

## Produkte
Als Vantive Enterprise wurde die Sammlung der verschiedenen Anwendungen für den Kundendienst, Helpdesk und Qualitätssicherung bezeichnet. Die verschiedenen Programme konnten auf vielen Unix-Betriebssystemen als Serverplattform betrieben werden und hatten MS Windows, Mac OS oder Motif als grafisches Benutzerinterface (GUI) zur Auswahl.
Das erste Produkt der Firma hieß Vantive Support und erschien im Juli 1992 auf dem Markt. Mit dieser Anwendung ließen sich der Kundendienst und dessen Aktivitäten, wie Produktsupport, Kundenbetreuung oder Kundenbeschwerden handhaben. Im folgenden Jahr wurde eine Version mit Oracle Datenbank als Back-End angeboten. Später wurde das Datenbankmanagementsystem (DBMS) von Informix mit unterstützt.
Vantive Quality wurde im Herbst 1993 veröffentlicht und war ein Programm zum Sammeln, Vertreiben, Verfolgen und der Instandhaltung von Produkten. Als interne Helpdesk-Anwendung wurde ab August 1994 Vantive HelpDesk angeboten, zur Aufzeichnung und Behandlung von allen möglichen Sachverhalten von Mitarbeitern.
Im Mai 1995 wurde eine Software mit dem Namen Vantive Sales für den Bereich Verkauf und Marketing auf den Markt gebracht. Es ermöglichte Kunden die kompletten Aktivität vor (Presales) und nach (After-Sales-Management) dem Verkauf ihrer Produkte zu verwalten.
Am 20. Februar 1996 wurde ein neues Major-Release des Programmpaketes Vantive Enterprise 5.0 mit zahlreichen Erweiterungen und Verbesserungen der bereits vorhandenen Komponenten angekündigt. Vantive FieldService war ein neues Programm, mit dem sich der Außendienst des Kunden besser organisieren lassen konnte. Vantive Customer war eine weitere Software, die auf den Kundendienstmarkt gezielt war.
Lizenzgebühren für Vantive's Software wurden per Server und nach der maximalen Anzahl der Benutzer, die gleichzeitig auf die jeweilige Anwendung zugreifen konnten, berechnet.

## Tochtergesellschaften
Hier eine Liste der 100-prozentigen Tochtergesellschaften:
| Land                   | Name                              |
| ---------------------- | --------------------------------- |
| Australien             | Vantive Australia PTY Limited     |
| Barbados               | Vantive International             |
| Deutschland            | Vantive GmbH                      |
| Kanada                 | Vantive Canada, Inc.              |
| Frankreich             | Vantive France, SARL              |
| Niederlande            | Vantive B.V                       |
| Singapur               | Vantive Singapore, PTE Ltd.       |
| Vereinigtes Königreich | Vantive UK Limited                |
| Vereinigte Staaten     | Innovative Computer Concepts, Inc |
| Vereinigte Staaten     | Scotch Bonnet Integration, Inc    |